# گانگستار: دفاع میامی
گانگستار: دفاع میامی (انگلیسی: Gangstar: Miami Vindication) یک بازی ویدئویی اکشن-ماجرایی تک‌نفره برای سکو‌های اندروید، آی‌اواس، جاوا می و اواس ده مک می‌باشد که توسط گیم‌لافت توسعه و نشر پیدا کرده‌است.
مانند سری بازی‌های اتومبیل‌دزدی بزرگ، دفاع میامی نیز دارای عناصر مسابقه‌ای و تیراندازی سوم شخص بوده و دارای «جهانی آزاد» می‌باشد.
دفاع میامی بعد از شهر جرم، شاهان لس‌آنجلس و حقه‌بازی ساحل غربی، چهارمین بازی از سری گانگستار است.